# Vernon (Texas)
Vernon ist eine Stadt im US-Bundesstaat Texas. Das U.S. Census Bureau hat bei der Volkszählung 2020 eine Einwohnerzahl von 10.078 ermittelt.

## Geschichte
Die Stadt wurde als 1878 als kleine Siedlung gegründet. Bis 1881 hieß der Ort Eagle Flat.

## Bevölkerung
In den letzten Jahrzehnten hat die Bevölkerung abgenommen.

## Kultur
Jährlich wird die Santa Rosa Parade im Mai abgehalten. Das Red River Valley Museum befindet sich im Ort. Es gibt ein Junior College.

## Söhne und Töchter der Stadt
- Jack Teagarden (1905–1964), Jazz-Posaunist und -Sänger
- Norma Teagarden (1911–1996), Jazz-Pianistin
- Charlie Teagarden (1913–1984), Jazz-Trompeter
- Cub Teagarden (1915–1969), Jazz-Schlagzeuger
- Roy Orbison (1936–1988), Musiker
- Arlen D. Jameson (1940–2021), Generalleutnant der United States Air Force
- Kenneth Starr (1946–2022), Jurist und Richter
- Robert L. Duncan (* 1953), Politiker